# Agylla idolon
Agylla idolon är en fjärilsart som beskrevs av Dyar 1912. Agylla idolon ingår i släktet Agylla och familjen björnspinnare. Inga underarter finns listade i Catalogue of Life.